# アンヘル・ロマーノ
サバト・アンヘル・ロマーノ（スペイン語: Sábato Ángel Romano、1893年8月2日 - 1972年8月22日）は、ウルグアイの元サッカー選手。元ウルグアイ代表。選手時代のポジションはFW。

## クラブ歴
1910年にクルブ・ナシオナル・デ・フットボールで選手となる。翌年にセントラル・ウルグアイ・レールウェイCCに移籍し、リーグ優勝を記録した。1913年にボカ・ジュニアーズに移籍した。
1915年にナシオナルに戻るとリーグ優勝8回を経験し1930年に37歳で引退する迄所属した。

## 代表歴
1911年から1927年にかけて70試合28得点の記録を有している。コパ・アメリカには9回出場し6回優勝の記録を有しており、同大会優勝回数は1世紀を経ても破られていない記録である。また、パリオリンピックにも出場しており、金メダルを獲得している。